# Кононов Георгій Олександрович
Георгій Олександрович Ко́нонов (15 (3) квітня 1896, Старикове — 22 травня 1975, Львів) — український радянський художник і віолончеліст; член Товариствава російських художників у Болгарії у 1937—1956 роках та Спілки радянських художників України з 1962 року.

## Біографія
Народився 3 [15] квітня 1896 року в селі Стариковому (нині Шосткинський район Сумської області, Україна). Закінчив Полтавську духовну семінарію; впродовж 1917—1919 років навчався на фізико-механічному факультеті Унівеститкту святого Володимира у Києві; у 1924—1927 роках — у приватних студіях Б. Дауе у Софії.
Протягом 1945—1956 років — артист симфонічного оркестру Софійської філармонії; з 1956 року — артист оркестру Львівської філармонії.
Жив у Львові в будинку на вулиці Козака № 5а, квартира № 2а. Помер у Львові 22 травня 1975 року.

## Творчість
Працював у галузі станкового живопису і графіки. У реалістичному стилі створив натюрморти та пейзажі Болгарії, Грузії, України (Буковина, Закарпаття, Волинь, Крим). Серед робіт:
живопис
- «Вечір» (1938);
- «У затоці Варни» (1939; 1957);
- «Болгарський пейзаж» (1945);
- «В околицях Софії» (1948);
- «Місто Ґаброво» (1949);
- «У горах Болгарії» (1953);
- «Вечір у горах» (1956);
- «Осінь у Стрийському парку» (1958);
- «Ранок в Ужгороді» (1958);
- «Вечір на Дунаї» (1958);
- «У горах Ріла», «Площа Ринок» (1958);
- «Будинок-музей І. Франка» (1959);
- «Зима у Львові» (1959);
- «Весна» (1959);
- «Старовинна церква у Мукачевому» (1959);
- «Пам'ятник Тарасу Шевченку у Києві» (1961);
- цикл «Старий та новий Львів» (1959—1961);
- «Індустріальний Львів» (1963);
- «Вечір на Високому Замку» (1966);
- «Скелі Сімеїза» (1968);
- «Осінь» (1969);

акварелі
- «Монастир у Мукачеві» (1958);
- «Музей імені Івана Франка взимку» (1960, Львівський національний літературно-меморіальний музей Івана Франка)
- «Могила Івана Франка» (1960);
- «Пам'ятник Тарасу Шевченку в Харкові» (1960);
- «Старий і новий Львів» (1961);
- «Львів. Вулиця Підвальна» (1970).

Брав участь у виставках Товариствава російських художників у Болгарії з 1937 року. В СРСР брав участь у міських, обласних, всеукраїнських мистецьких виставках з 1958 року. Персональна виставка відбудася у Львові у 1958—1959 роках.